# Золотые двадцатые

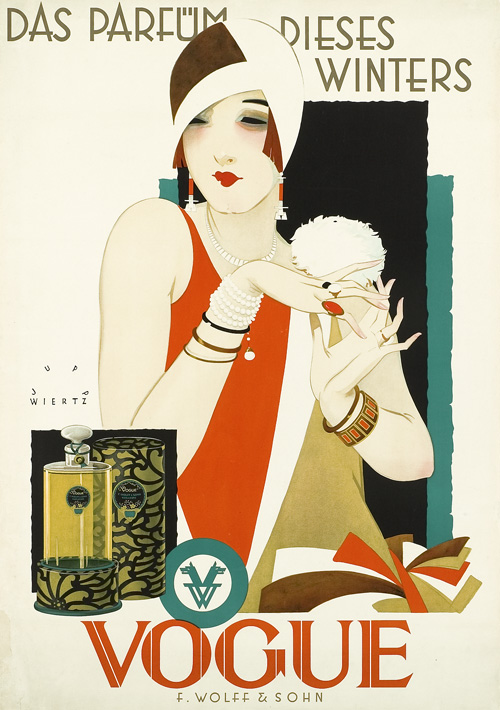
«Духи этой зимы — Vogue». Рекламный плакат, Карлсруэ, 1927

Золотые двадцатые (нем. Goldene Zwanziger) — термин в историографии Германии для обозначения краткого периода истории с 1924 по 1929 годы, когда Веймарская республика достигла определённого уровня стабильности, восстановила экономику и добилась международного признания. Аналог понятия «Ревущие двадцатые» в других западных странах.
Название отражает экономический подъём мировой конъюнктуры в 1920-е годы и символизирует период расцвета немецкого искусства, культуры и науки. Конец «золотым двадцатым» положила Великая депрессия 1929 года. Настоящим голосом эпохи стал публицист Курт Тухольский, твердивший об опасности сохранения в обществе неизжитых антидемократических тенденций, которые вскоре, действительно, привели к власти нацистов.

## Социальная подоплёка
Версальский договор, заключённый по результатам Первой мировой войны, принёс Германии голод, эпидемии, безработицу и катастрофическое положение в секторе медицинского обеспечения. Смертность новорождённых достигала 14 %, что было самым высоким показателем в Европе. Политические убийства, жертвами которых стали в частности Маттиас Эрцбергер и Вальтер Ратенау, а также ненависть и призывы к насилию характеризовали германскую политическую культуру начала двадцатых годов XX века. Гиперинфляция 1923 года, народные волнения, их насильственное подавление и путчи (см. Капповский путч, Пивной путч, Рурское восстание и Мартовское восстание 1921 года) привели к многочисленным жертвам. 

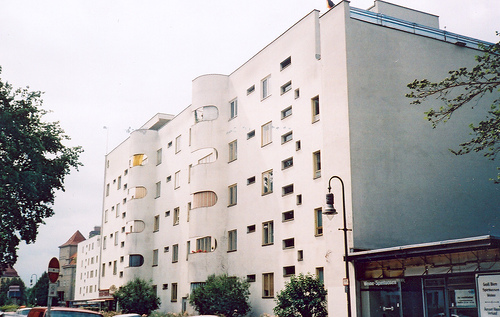
Жилая застройка в берлинском районе Сименсштадт. Проект Ганса Шаруна. 1921—1931

Введением рентной марки удалось остановить гиперинфляцию. Последствия Версальского договора были смягчены Планом Дауэса и Планом Юнга. Началась фаза экономического подъёма. За период с 1924 по 1930 годы Германия получила в виде займов около семи миллиардов долларов — по большей части от американских финансистов. Займы шли на платежи по репарациям и на расширение дорогостоящей социальной сферы, служившей образцом для всего мира. Промышленность, долги которой обесценились вследствие инфляции, получала миллиардные кредиты на замену оборудования и модернизацию производства. Объём промышленной продукции, составлявший в 1923 году 55 % уровня 1913 года, к 1927 году возрос до 122 %. Впервые за послевоенное время уровень безработицы опустился ниже миллионной черты. Рост индексов в 1923—1928 годах почти во всех секторах не только превосходил показатели во всех других европейских государствах, но и, несмотря на уменьшение территории Германии, довоенные достижения страны. В 1928 году доходы населения превысили уровень 1913 года почти на 20 %.
Политическую напряжённость между Германией и Францией в значительной мере сняли Локарнские договоры. Неожиданный Рапалльский договор с РСФСР (а позже — по соглашению от 5 ноября 1922 — с другими республиками СССР) вернул Германию в международное сообщество. Вступление Германии в Лигу Наций способствовало политической нормализации.

## Культурная жизнь
О моде и массовой культуре 1920-х гг. см. статью Ревущие двадцатые.

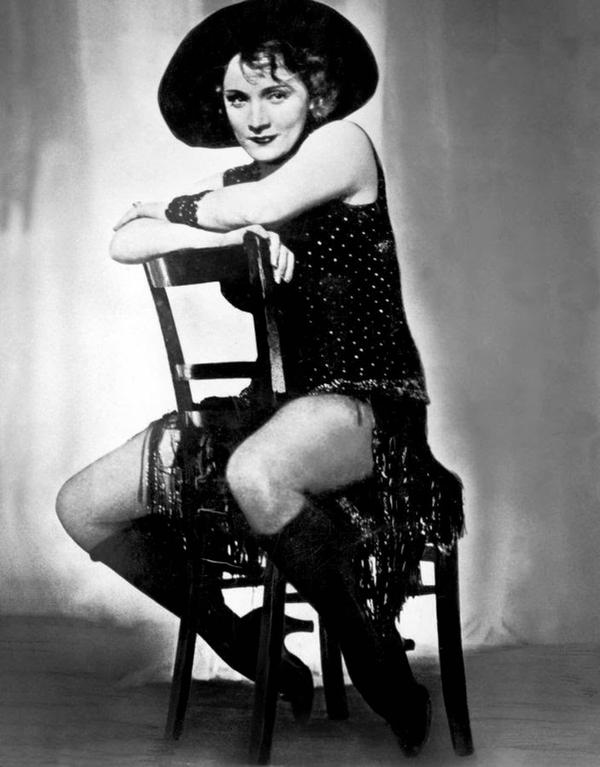
Марлен Дитрих в фильме «Голубой ангел» (1930)

По мере стабилизации политической и экономической обстановки на смену немецкому экспрессионизму в изобразительных искусствах, музыке, кино пришло традиционалистское течение — «новая деловитость» (Neue Sachlichkeit). Его представители искали возврата к традициям довоенного реализма, а иногда даже классицизма, не забывая при этом об уроках авангарда. По наблюдению И. М. Фрадкина, «новая деловитость» была не столько художественным течением, сколько жизнеощущением современной эпохи, пришедшей на смену полосе революционных потрясений и военных лишений. Художники той поры подняли на щит лозунг функциональности:
Взамен архаических критериев красоты, взамен смешения чувств и экзальтированной духовности призывали видеть красоту времени в документе, факте, прикладной полезности предмета.
Э. Мендельсон, Б. Таут, Э. Май и другие ведущие архитекторы продолжали рационалистические традиции Баухауса; образцом функционализма той поры может служить жилой квартал «Новый Франкфурт». Крупнейшим явлением литературной жизни стал роман-коллаж Дёблина «Берлин, Александрплац» (1929) — детальный репортаж из жизни подонков столичного общества. Критики видели в подчёркнуто беспристрастном тоне адептов «новой деловитости» отказ от гуманистических идеалов, цинически отрешённое принятие всех болезней человека и общества как неизбежности, торжество материального начала над духовным.
В Берлине, Гамбурге и других крупных городах Германии получили небывалую популярность кабаре, андрогинные звёзды которых носили костюмы противоположного пола, практиковали стриптиз, распевали непристойные песни, танцевали перед публикой на столах. Наибольшим успехом пользовалась Анита Бербер. Марлен Дитрих запечатлела образ звезды такого кабаре в фильме 1930 года «Голубой ангел». Гротескно окарикатуренные образы берлинской ночной жизни сохранили полотна Отто Дикса и Георга Гросса. Атмосферу начала 1930-х в Германии передают автобиографический роман К. Ишервуда «Прощай, Берлин» и основанная на нём кинолента Боба Фосса «Кабаре» (1972).